# Рудник Ель-Абед
Рудник Ель-Абед – колишнє гірничодобувне підприємство на півночі Алжиру.
Поклади родовища знаходяться по обидві сторони алжирсько-марокканського кордону, при цьому основні запаси припадали саме на алжирську ділянку. Втім, видобуток почала в 1950-му на марокканській стороні компанія Société des Mines de Zellidja, що була створена наприкінці 1920-х для розробки марокканського свинцевого родовища Бу-Бекер. Цинкова руда (спершу окислена, а з 1955-го і сульфідна) з Ель-Абед постачалась на  збагачувальну фабрику Бу-Бекер, що могла приймати 1 тисячу тон на добу (потужність по свинцевій руді становила 4 тисячі тон на добу). В 1953-му виробництво цинкового концентрату сягнуло 56 тисяч тон, а в 1955 – 1956 роках утримувалось на рівні по 126 тисяч тон. Далі відбувся спад, проте в 1959 – 1960 роках змогли видати 113 та 114 тисяч тон відповідно.
Ще в 1951-му Société des Mines de Zellidja організувала дочірню компанію Société Algérienne de Zinc (ALZI), а в 1963-му отримали першу продукцію з алжирської ділянки із шахти №3. В 1964-му так само в Алжирі ввели в дію шахту №4. Є відомості, що глибина видобутку сягала 500 метрів.
Перший час алжирську руду так само відправляли на збагачення до Бу-Бекер і з 1964  по 1967 роки марокканська фабрика видавала щорічно 50 – 60 тисяч тон цинкового концентрату. Нарешті, в 1966-му Алжир націоналізував Société Algérienne de Zinc та передав її концерну SONAREM. Всього за період по 1966 рік з Ель-Абед вилучили 5,3 млн тон руди, яка в середньому містила 6,9% цинку (та 1,04% свинцю).
Є відомості, що потужність алжирського рудника довели до 2 тисяч тон руди на добу. В 1972-му він отримав збагачувальну фабрику, що могла приймати 600 тисяч тон на рік (втім, цей показник так ніколи і не був досягнутий). Також варто відзначити, що з 1974-го в порту Газауета, до якого вела залізниця, почав роботу металургійний завод, який плавив цинковий концентрат.
В 1978-му спорудили шахту №5 глибиною 450 метрів, проте вона використовувалась лише як вентиляційна.
Станом на 1991-й фактичний видобуток руди на алжирській ділянці Ель-Абед скоротився до 120 тисяч тон на рік. В 2003-му рудник закрили, а у 2004-му на його основі створили гірничу школу. З моменту націоналізації та по 2001 рік в Алжирі з Ель-Абед видобули 7,5 млн тон руди, яка в середньому містила 2,96% цинку (та 1,05% свинцю).